# Pianoconcert nr. 1 (Williamson)
Malcolm Williamson voltooide zijn Pianoconcert nr. 1 in A majeur in 1958.
Willamson had er toen net zijn opleiding bij Elisabeth Lutyens opzitten. Zij was (toen) voorstander van de seriële muziek. Daar is echter in dit pianoconcert van de toen in Engeland levende Australiër niets van terug te horen. Williamson noemde het werk zelf lighthearted (lichtvoetig). Het laat een mengeling horen van klassieke muziek en lichte muziek. Williamson moest destijds als pianist bijverdienen in bijvoorbeeld nachtclubs.
Het concert kent de klassieke opbouw van een concert, drie delen in de volgorde snel-langzaam-traag:
- Poco lento – allegro – poco lento
- Andantino
- Poco presto.

Het werk begint met een korte langzame introductie met het thema. Al snel wordt het tempo en de virtuositeit opgeschroefd om aan het eind van het eerste deel weer tot rust te komen. Een slag op de gong zorgt voor de pauze tussen deel 1 en 2. Het langzame deel laat de virtuositeit achterwege, maar blijft relatief licht van klank. Deel 3 is een en al finale. Na een vals slot loopt de compositie naar het slotakkoord.
Het werk is opgedragen aan de pianist Clive Lytgoe, die samen met John Barbirolli en het Hallé Orchestra de première verzorgde tijdens de 1958-editie van het Cheltenham Festival. Het kreeg toen een staande ovatie en zorgde voor een doorbraak in zijn populariteit. Dezelfde pianist zou het werk een jaar later spelen tijdens de Proms, maar verwondde een van zijn handen, Williamson (van huis uit pianist) speelde het toen zelf maar. Die goede start kon het werk niet vasthouden, in 2017 zijn er slechts twee opnamen te koop, de opname via Hyperion en een historische op Lyrita, waarbij Williamson zelf de solist is.
Orkestratie:
- solopiano
- 2 dwarsfluiten (II ook piccolo), 2 hobo’s,  2 klarinetten, 2 fagotten
- 3 hoorns, 2 trompetten, 3 trombones, 1 tuba
- pauken, percussie (gong, bekkens, grote trom, kleine trom)
- violen, altviolen, celli, contrabassen